# Al Purdy
Alfred Wellington (Al) Purdy (ur. 30 grudnia 1918 w Wooler w prowincji Ontario, zm. 21 kwietnia 2000 w Sidney w Kolumbii Brytyjskiej) – kanadyjski poeta anglojęzyczny.
Dorastał w Trenton w Ontario, kształcił się w Albert College w Belleville, jednak nie wstąpił na uniwersytet. Podczas wielkiego kryzysu przeniósł się do Vancouver, gdzie wykonywał rożne zawody, w czasie II wojny światowej służył w Royal Canadian Air Force. Ostatecznie osiadł w Ameliasburgh. Początkowo pisał poezję sentymentalną i konwencjonalną, zawartą w zbiorach Enchanted Echo (1944), Pressed on Sand (1955) i and Emu, Remember! (1956). Później jego poezja stała się aluzyjna i dynamiczna - tomy The Crafte So Longe to Lerne (1959), Poems for All the Annettes (1962), The Blur in Between (1962) i The Cariboo Horses (1965). Późniejsze zbiory - North of Summer (1967) i Hiroshima Poems (1972) były poetyckim dziennikiem podróży. Poezję o tematyce egzystencjalnej zawarł w tomach Sex and Death (1973) i The Stone Bird (1981). W 1990 napisał powieść A Splinter in the Heart. Publikował również antologie poezji. Był oficerem Order Kanady i dwukrotnym laureatem Literackiej Nagrody Generalnego Gubernatora (1965 i 1986).